# Велики мишоухи вечерњак
Велики мишоухи вечерњак (лат. Myotis myotis) је врста слепог миша из породице вечерњака (лат. Vespertilionidae).

## Распрострањење
Врста има станиште у Албанији, Андори, Аустрији, Белгији, Белорусији, Босни и Херцеговини, Бугарској, Гибралтару, Грчкој, Израелу, Италији, Кипру, Либану, Литванији, Лихтенштајну, Луксембургу, Мађарској, Македонији, Малти, Немачкој, Пољској, Португалу, Румунији, Сан Марину, Сирији, Словачкој, Словенији, Србији, Турској, Украјини, Француској, Холандији, Хрватској, Црној Гори, Чешкој, Швајцарској, Шведској и Шпанији.

## Станиште
Велики мишоухи вечерњак има станиште на копну.

## Начин живота
Исхрана великог мишоухог вечерњака укључује инсекте и пауке.

## Угроженост
Ова врста није угрожена, и наведена је као последња брига јер има широко распрострањење.

### Популациони тренд
Популација ове врсте је стабилна, судећи по доступним подацима.